# برياي (آن)
برياي (بالفرنسية: Priay)‏ هي بلدية فرنسية تقع في إقليم الآن في فرنسا. رمز إنسي لها هو:1314. أما الرمز البريدي لها فهو: 1160.